# Ragnar Lundqvist
Ragnar Lundqvist (i riksdagen kallad Lundqvist i Rotebro), född 6 september 1885 i Brännkyrka församling, Stockholms län, död 23 april 1958 i Sollentuna, var en svensk ämbetsman och politiker (högern).
Lundqvist, som var son till stationsföreståndare August Lundqvist och Lotten Rylander, avlade studentexamen 1905 och genomgick högre trafikbefälkurs 1919. Han blev bokhållare vid Statens Järnvägar 1914, notarie där 1918, förste trafikinspektör 1932 och var byråchef i Järnvägsstyrelsen 1939–1950.
Lundqvist var sekreterare i Nordiska järnvägsmannasällskapet 1930–1950, i stiftelsen statsbanepersonalens pensions- och understödsfond 1938–1950, huvudredaktör för Sveriges kommunikationer 1920–1932, ledamot av Sollentuna landskommuns/köpings kommunalfullmäktige sedan 1918, kyrkofullmäktige sedan 1932, ordförande i kommunalstyrelsen 1932–1950, kyrkvärd i Sollentuna församling sedan 1920, inspektör vid samrealskola sedan (1946) 1948, ledamot av Stockholms läns landsting 1927–1950, ledamot av riksdagens andra kammare 1929–1939, invald i Stockholms läns valkrets, av första kammaren 1948–1954 för Stockholms läns och Uppsala läns valkrets.
Lundqvist var ledamot av 1936 års trafikutredning, av 1942 års trafikskattesakkunniga, av besparingsberedningens järnvägssakkunniga 1941–1945, av Svenska trafikförbundets styrelse 1941–1943, av Svenska turistföreningens styrelse 1943–1952, av domkapitlet i Stockholm 1942–1952, ordförande i Stockholms läns högerförbund 1933–1952, ledamot av 1947 års järnvägsutredning och andra kommittéer. Han är begravd på Sollentuna kyrkogård.